# Cho Yeo-jeong
Dans ce nom coréen, le nom de famille, Cho, précède le nom personnel Yeo-jeong.
Pour les articles homonymes, voir CHO.
Cho Yeo-jeong (née le 10 février 1981) est une actrice sud-coréenne. Elle est surtout connue pour ses rôles principaux dans les films The Servant (2010), The Concubine (2012) et Parasite (2019), ainsi que dans la série télévisée I Need Romance (2011).

## Carrière
Cho Yeo-jeong s'oriente initialement vers des études dans la communication ou l'enseignement. Mais après avoir fait à 16 ans, en 1997, la couverture du magazine coréen CeCi Magazine, elle poursuit ses études au département théâtre et cinéma de l'université de Dongguk. Après plusieurs apparitions dans des clips musicaux, des publicités et des séries télé, c'est en 2010 qu'elle atteint la notoriété au cinéma avec son rôle dans le film The Servant, qui attire plus de 3 millions de spectateurs dans les salles en Corée du Sud.
En 2011, elle a le rôle principal de la série télévisée coréenne I need romance, qui évoque la vie de trois amies trentenaires, dont le premier épisode est diffusé le 13 juin sur la chaîne tvN. En 2012, elle a le rôle titre du film The Concubine de Kim Dae-seung, qui raconte l'histoire d'une femme devenue contre son gré concubine royale pendant la période Joseon.
Dans la série télévisée Haeundae Lovers, en 2012, elle incarne la fille d'un gangster de Busan, qui tombe amoureuse du procureur infiltré chez eux, devenu amnésique. Un an plus tard, elle publie un livre intitulé Healing Beauty, avec des conseils beauté et santé.
En 2014, elle joue dans Obsessed, un autre film de Kim Dae-woo, le réalisateur de The Servant. Elle tient le premier rôle dans cette histoire d'amour pendant la guerre du Vietnam. Elle joue également cette année-là dans The Target, un remake coréen du thriller français À bout portant de Fred Cavayé. En 2015, elle a son premier rôle comique au cinéma, dans le film Casa Amor: Exclusive for Ladies.
En 2019, elle joue le rôle d'une mère de famille un peu naïve dans le film Parasite de Bong Joon-ho, qui remporte la palme d'Or au Festival de Cannes, et qui devient en 2020 le premier film en langue étrangère à gagner l'Oscar du meilleur film.

## Filmographie
| Année | Titre                           | Rôle          |
| ----- | ------------------------------- | ------------- |
| 2002  | A Perfect Match                 | Min-ah        |
| 2006  | Vampire Cop Ricky               | Yeon-hee      |
| 2010  | The Servant                     | Chun-hyang    |
| 2012  | The Concubine                   | Shin Hwa-yeon |
| 2014  | The Target                      | Jung Hee-joo  |
| 2014  | Obsessed                        | Lee Sook-jin  |
| 2015  | Casa Amor: Exclusive for Ladies | Baek Bo-hee   |
| 2019  | Parasite                        | Madame Park   |
| 2019  | Beautiful World                 | Seo Eun-joo   |

## Principales récompenses et nominations
- 2010 : nommée pour la meilleure actrice aux Grand Bell Awards[10], nommée pour la meilleure nouvelle actrice et lauréate du prix de la star populaire aux Blue Dragon Film Awards pour son rôle dans The Servant[11].
- 2014 : meilleure actrice dans un second rôle aux Korean Association of Film Critics Awards[12], et nommée pour la meilleure actrice dans un second rôle aux Grand Bell Awards[13], pour son rôle dans le film Obsessed.
- 2015 : meilleure actrice dans un second rôle aux KOFRA Film Awards[14], nommée pour le meilleur second rôle féminin aux Baeksang Arts Awards[15], pour son rôle dans le film Obsessed.
- 2019 : meilleure actrice aux Chunsa Film Art Awards[16] et aux Blue Dragon Film Awards[17] pour son rôle dans le film Parasite.
- 2020 : meilleure distribution à la 26e cérémonie des Screen Actors Guild Awards, pour son rôle dans le film Parasite.